# التركيبة السكانية في فنلندا

Population densities in Finland, inhabitants per square kilometre.

هذه المقالة هي عن الخصائص الديموغرافية لسكان في فنلندا ، و يشمل ذلك الكثافة السكانية والأعراق ومستوى التعليم وصحة السكان والوضع الاقتصادي والانتماءات الدينية والجوانب الأخرى المتعلقة بالسكان.
عدد سكان فنلندا 5300000 نسمة، ويبلغ متوسط كثافة السكان 17 نسمة لكل كيلومتر مربع. وهذا ما يجعل بعد النرويج وأيسلندا البلد الأقل كثافة سكانية في أوروبا. التوزيع السكاني متفاوت للغاية : يتركز السكان على سهل ساحلي صغير جنوبي غرب البلاد. يعيش حوالي 64 ٪ منهم في البلدات والمدن ، مع مليون نسمة تعيش في منطقة هلسنكي الكبرى وحدها. في من ناحية أخرى لابي القطبية لا يوجد سوى نسمتان كل كيلومتر مربع.
البلاد متجانسة عرقياً ، العرق الفنلندي هو السائد. اللغتان الرسميتان هما الفنلندية والسويدية، والأخيرة هي اللغة الأم ل 6% من السكان. هنالك تفسير تاريخي و سياسي لاعتبار السويدية لغة رسمية. من القرن الثالث عشر إلى بدايات القرن التاسع عشر كانت فنلندا جزءاً من مملكة السويد. ظلت مكانة اللغة كما هي حتى هذه الأيام لما كانت للأقلية الناطقة السويدية درجة عالية نسبياً من القوة في فنلندا مقارنةً مع حجمها.